# Gemerek
Gemerek est une ville et un district de la province de Sivas dans la région de l'Anatolie centrale en Turquie.

## Géographie
La ville se situe au Sud-Ouest de la province de Sivas, entre les métropoles de Kayseri, et Sivas.